# Gnopharmia stevenaria
Gnopharmia stevenaria là một loài bướm đêm trong họ Geometridae.